# NGC 1105
NGC 1105 este o galaxie lenticulară situată în constelația Eridanul. A fost descoperită în 2 decembrie 1885 de către Francis Leavenworth. Se află la o distanță de 120,72 de megaparseci de Pământ.